# Зак Браян
Закарі Лейн Браян (нар. 2 квітня 1996) — американський співак і автор пісень, який походить із міста Улога, штат Оклахома.

## Раннє життя
Брайан народився в Окінаві, Японія, коли його сім'я служила за кордоном у військово-морських силах, але виріс в Улозі, штат Оклахома.  Він син Девейна Брайана та Аннет Деенн (Маллен) Брайан. Ще має сестру Маккензі. Продовжуючи сімейну традицію, Брайан був діючим членом ВМС США, вступивши на військову службу у 17 років. Він почав писати пісні у 14 років використовував свій вільний час, перебуваючи в флоті, щоб писати музику для свого задоволення.

## Музична кар'єра
Браян почав завантажувати свою музику на YouTube у 2017 році, коли його друзі записували його виступи на iPhone. Одна з його пісень «Heading South» з часом стала вірусною.
Його дебютний альбом DeAnn був присвячений його покійній матері та вийшов 24 серпня 2019 року. Він був написаний за два місяці та записаний з його друзями в Airbnb у Флориді.  Другий альбом, Elisabeth, вийшов 8 травня 2020 року. Він записав альбом у переобладнаному сараї за своїм будинком у Вашингтоні.
10 квітня 2021 року Браян дебютував у Grand Ole Opry. Пізніше він підписав згоду із Warner Records на випуск своєї музики.
14 жовтня 2021 року Брайан оголосив, що Військово-морські сили США з честю звільнили його після восьми років служби, щоб продовжити музичну кар'єру, напередодні його загальнонаціонального туру «Ain't For Tamin’ Tour», восени 2021 року.
25 січня 2022 року Браян оголосив, що 20 травня 2022 року він випустить свій дебютний альбом на мейджор-лейблі, потрійний альбом American Heartbreak. Він дебютував під номером п'ять у Billboard 200 США з понад 70 000 альбомів.
11 жовтня 2022 року Браян випустив сингл «Starved», а потім ще два сингли «Fifth of May» і «The Greatest Day of My Life».
Зимою 2022 року він випустив концертний альбом All My Homies Hate Ticketmaster, записаний в Red Rocks Amphitheatre.